# Josef von Fielitz
Josef Hermann von Fielitz (* 12. Dezember 1885 in Odessa; † 15. Juni 1963 in Überlingen) war ein deutscher Theater- und Filmschauspieler und Regisseur.

Josef von Fielitz

## Leben
Bereits 1899 hatte Josef von Fielitz Gastauftritte am Vereinigten Stadttheater in Eisleben und am Passage-Theater in Königsberg/Ostpreußen.
1911 gehörte von Fielitz dem Max-Reinhardt-Ensemble Berlin an und spielte dort einen der Greise in Hofmannsthals Adaption des König Ödipus. Am 1. Weltkrieg nahm er als Vizefeldwebel teil. 1920 spielte er in dem Stummfilm Das gut gewürzte Hochzeitsmahl mit. 1921 war er, damals Regisseur am Leipziger Schauspielhaus, als künstlerischer Leiter an der Inszenierung des Massenspektakels Der arme Konrad, einem „Volksspiel in vier Bildern“, in Leipzig beteiligt, das am 14. August auf der Radsportanlage am Cottaweg aufgeführt wurde. Emma Grondona studierte die Tänze ein. Im August 1929 folgte eine ähnliche Veranstaltung unter Edwin Redslob in Berlin, die vom Reichskunstwart zur Feier des zehnjährigen Bestehens der Weimarer Verfassung organisiert worden war. Bei diesem Festspiel wurde die Weimarer Republik durch eine „lebende Flagge“ verkörpert, die aus 3500 Kindern bestand. Ein 7500 Personen starker Chor lieferte die musikalische Begleitung. Alessandro Blasetti soll unter anderem von dem Stück Spartacus, das von Fielitz in Leipzig aufführen ließ, zu seinem Stück 18 BL inspiriert worden sein. Spartacus wurde mit rund 900 Laiendarstellern vor einem Publikum von 50.000 Personen aufgeführt. Auch diese Inszenierung wurde auf einer Radrennbahn gezeigt. 18 BL kam 1934 im Rahmen des Maggio Musicale Fiorentino auf die Bühne.
1929 heiratete Josef von Fielitz in Kassel Elisabeth Nathanblut, geb. Helm. Zu dieser Zeit lebte er in Spiekershausen. Kurz darauf ging er nach Berlin, wo er von 1929 bis 1931 als Spielleiter wirkte. Seinen Lebensabend verbrachte Fielitz in Überlingen am Bodensee. Im dortigen Krankenhaus verstarb er 1963 im Alter von 77 Jahren.